# سامان‌دوکن (گوله)
سامان‌دوکن (به ترکی استانبولی: Samandöken) یک منطقهٔ مسکونی در ترکیه است که در گوله (شهر) واقع شده‌است.